# Hermann Staudinger
Hermann Staudinger, född den 23 mars 1881 i Worms, Hessen, död den 8 september 1965 i Freiburg im Breisgau, Baden-Württemberg, var en tysk kemist.

## Biografi

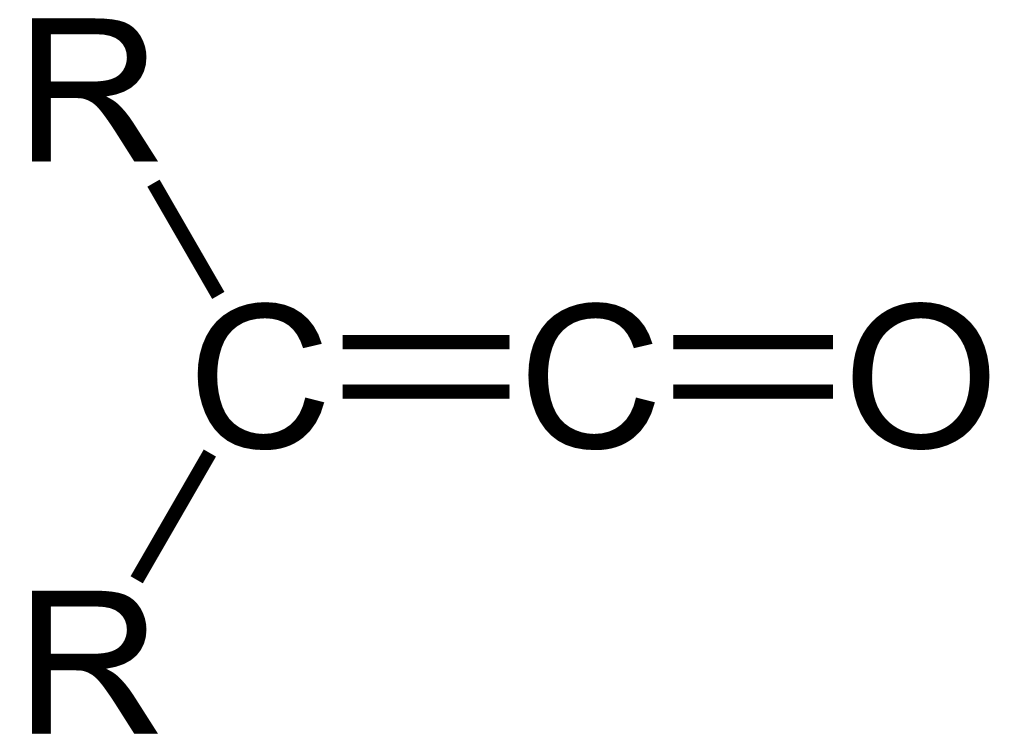
Keteners allmänna struktur. R är en valfri grupp.

Efter att ha avlagt doktorsexamen vid universitetet i Halle 1903 tog Staudinger anställning vid universitetet i Strasbourg. Det var här han upptäckte ketener, en familj av molekyler som är uppbyggda av den allmänna formen som visas i bilden. Ketener skulle visa sig vara en syntetiskt viktig mellanprodukt för framställning av ännu ännu ej upptäckta antibiotika såsom penicillin och amoxicillin.

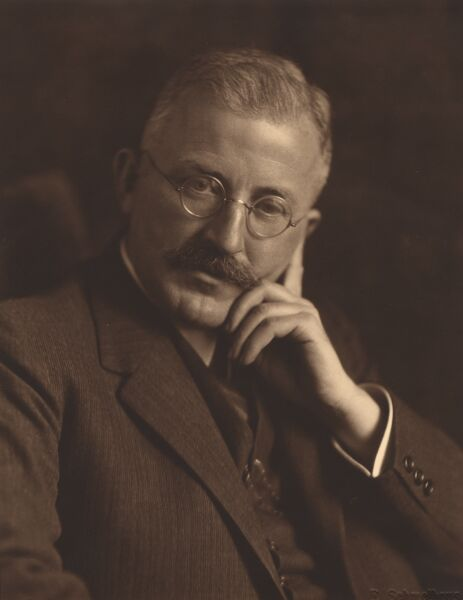
Hermann Staudinger.

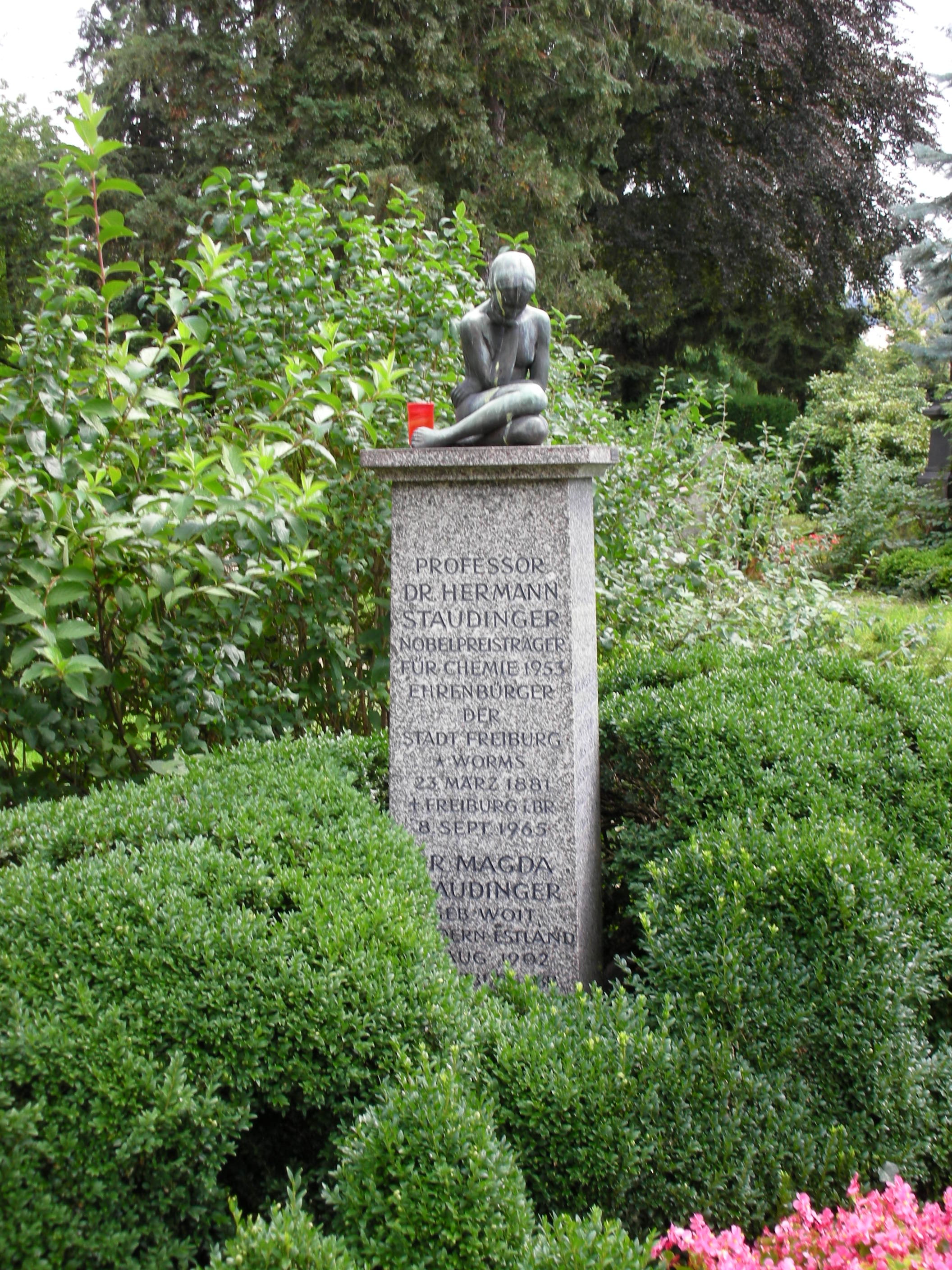
Hermann Staudingers grav i Freiburg.

År 1907 började Staudinger som biträdande professor vid Tekniska universitetet i Karlsruhe. Här isolerade han framgångsrikt ett antal användbara organiska föreningar (inklusive syntetiska kaffearomämnen) som mer fullständigt granskats av Rolf Mulhaupt.
År 1912 intog Staudinger en ny position på schweiziska federala tekniska institutet i Zürich. En av hans tidigaste upptäckter kom 1919, när han och kollegan Meyer rapporterade att azider reagerar med trifenylfosfin för att bilda fosfazid. Denna reaktion - allmänt kallad Staudinger-reaktionen ger ett högt fosfazidutbyte. 
I Karlsruhe och senare i Zürich började Staudinger forskning inom gummikemi, där mycket höga molekylvikter hade mätts genom fysikaliska metoder av Raoult och van't Hoff. I motsats till rådande idéer föreslog Staudinger i en artikel publicerad 1920 att gummi och andra polymerer, såsom stärkelse, cellulosa och proteiner är långa kedjor av korta upprepande molekylära enheter kopplade genom kovalenta bindningar. Polymerer bildar kedjor av gem, som består av små beståndsdelar som är länkade från början till slut.
Hans forskning kring dessa makromolekyler och polymerer bidrog till den vetenskapliga grunden för plastindustrin.
År 1953 erhöll Staudinger Nobelpriset i kemi för sina upptäckter inom makromolekylär kemi.